# Kit Klein
Catherine Dorothy „Kit“ Klein (* 28. März 1910 in Buffalo; † 13. April 1985 in Holmes Beach) war eine US-amerikanische Eisschnellläuferin. Sie gewann 1932 bei den olympischen Demonstrationswettbewerben das 1500-Meter-Rennen und wurde 1936 erste Eisschnelllauf-Mehrkampfweltmeisterin.

## Biographie
Klein betrieb in ihrer Schulzeit erfolgreich verschiedene Sportarten wie Basketball und Tennis. An der Masten Park High School (heute: City Honors School) in Buffalo begann sie mit dem Eisschnelllauf. Sie trainierte im kanadischen Fort Erie und arbeitete zunächst unter anderem als Stenografin für eine Handelsfirma in ihrer Heimatstadt. Dort gewann sie 1930 erstmals die Buffalo City Championship im Eisschnelllaufen.
Obwohl sie nach einem Sturz bei den nationalen Meisterschaften disqualifiziert wurde, berücksichtigte sie die Teamleitung für das Aufgebot bei den Olympischen Winterspielen 1932. Bei den Spielen von Lake Placid gehörten erstmals drei Frauenwettbewerbe im Eisschnelllauf (über 500 Meter, 1000 Meter und 1500 Meter) zum olympischen Programm, wenngleich auch nur zur Demonstration. Klein war eine von fünf US-amerikanischen Starterinnen, insgesamt nahmen zehn Athletinnen an den Wettkämpfen teil. Sie gewann die Bronzemedaille über 500 Meter und entschied das Rennen über 1500 Meter knapp vor der Kanadierin Jean Wilson für sich. 
Im weiteren Verlauf der 1930er Jahre gewann Klein trotz einer Schenkelhalsfraktur weitere Titel bei US- und Nordamerikameisterschaften. 1935 stellte sie den Weltrekord über 1000 Meter auf. Im darauffolgenden Jahr nahm sie an der Mehrkampf-WM der Frauen in Stockholm teil – der ersten, die von der Internationalen Eislaufunion als solche anerkannt wurde. Dort gewann sie zunächst die Teilstrecken über 500 und 3000 Meter (letztere ebenfalls in Weltrekordzeit) und nach einem weiteren zweiten und dritten Platz auch den Titel der Mehrkampfweltmeisterin vor der Finnin Verné Lesche. Bis zum Sieg von Beth Heiden im Jahr 1979 war Klein die einzige US-amerikanische Eisschnelllauf-Weltmeisterin.
Klein beendete ihre Karriere 1936. Auf der Rückreise von Europa in die Vereinigten Staaten mit der Washington warf sie ihre Schlittschuhe über Bord. Im gleichen Jahr heiratete sie den aus Pennsylvania stammenden Orthopäden Thomas Outland. Vorher annullierte sie eine 1933 im Scherz geschlossene Ehe mit dem befreundeten Boxer George Nichols, über die der Radiojournalist Walter Winchell im April 1935 berichtet hatte. Sie nahm im Folgenden an den Eisshows der Ice Follies teil und unterschrieb einen Filmvertrag bei Metro-Goldwyn-Mayer, nahm aber keine größeren Rollen an.
Mit ihrem Mann lebte Klein zunächst in Harrisburg, wo sie im Country Club Tennis spielte und bowlte. Mit dem Ruhestand Outlands zog das Paar 1967 nach Holmes Beach. Dort starb Klein im Alter von 74 Jahren. Posthum wurde sie unter anderem in die International Women’s Sports Hall of Fame aufgenommen.